# 헝산루

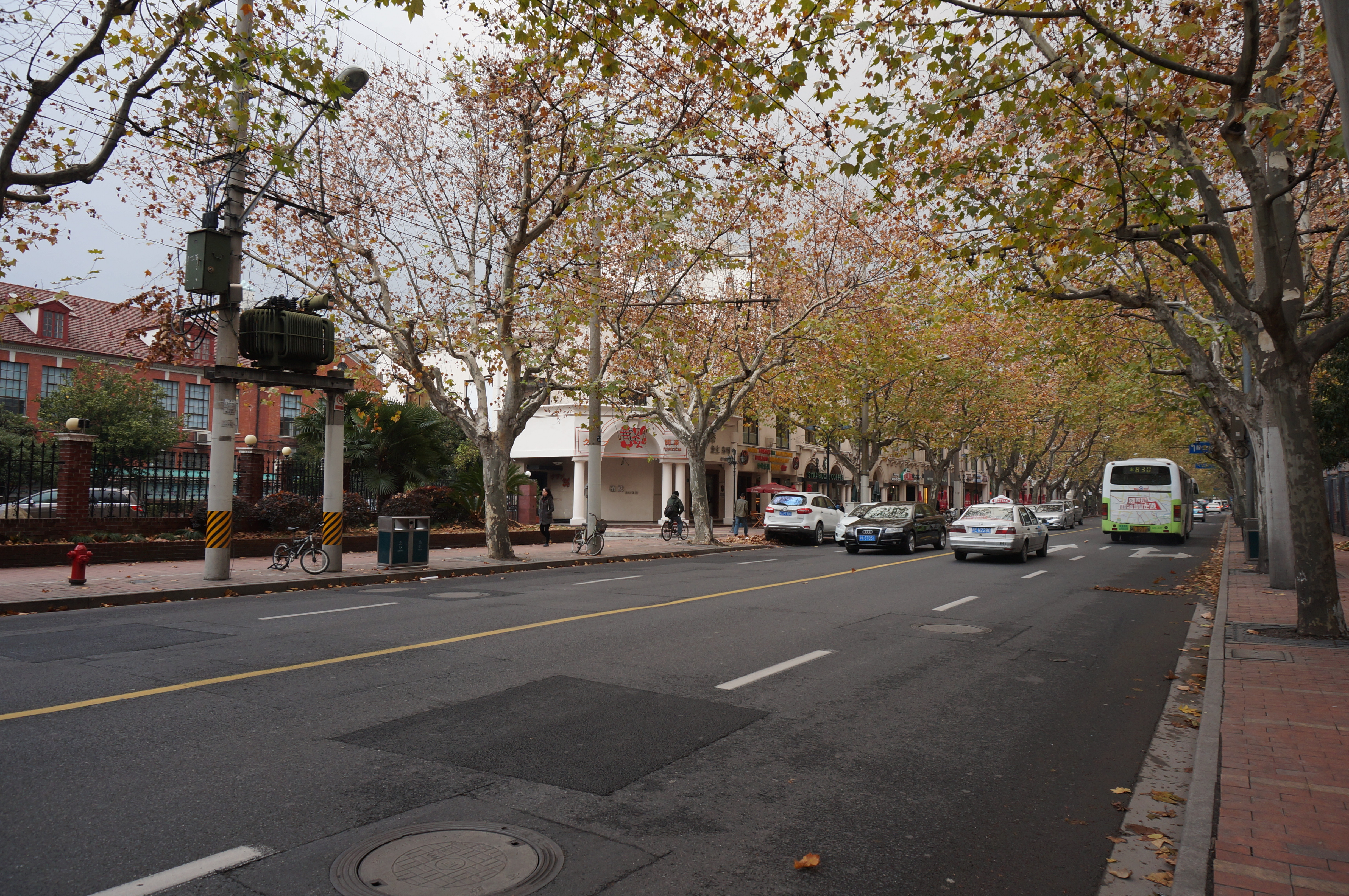

헝산루(중국어: 衡山路, 헝샨루, 형산로)는 중국 상하이시의 전 프랑스 조계의 거리이다.
헝산루의 원래 지명은 애비뉴 페탱(Avenue Pétain)이며 이는 프랑스 육군원수 필리프 페탱의 이름에서 기원한다.
프랑스인 거류지가 비시 프랑스에 의해 왕징웨이 정권으로 1943년 인양되면서 이곳의 지명이 헝산루로 변경되었다. 이는 후난성의 신성한 산 형산의 이름에서 기원한다.

## 참고 문헌
- The leisure street at Hengshan Road (Shanghai Tour)